# Los niños son estúpidos, ¡arrójales piedras!
Los chicos son estúpidos, ¡arrójales piedras! (en inglés “Boys are stupid, throw rocks at them!”) es un eslogan de la empresa de ropa David and Goliath. El eslogan fue impreso junto a una caricatura de un niño escapando de cinco piedras que volaban en su dirección. La revista People publicó una historia de la camiseta, iniciando con una cita de una niña de diez años que dijo: «Quiero hacer sentir mal a los chicos porque es gracioso».
En diciembre de 2003, el conductor de radio y activista por los derechos de los hombres Glenn Sacks inició una campaña en contra de las camisetas, acusándolas de misandria. La campaña consiguió la atención del público y llevó a que las camisetas fueran retiradas de varios miles de tiendas. El debate entre Sacks y el diseñador de ropa, Todd Goldman, fue cubierto por cientos de estaciones de televisión y radio. Más de 300 revistas en media docena de países publicaron artículos cubriendo el asunto. Entre ellas se incluye a las publicaciones estadounidenses Time, Forbes, The Washington Post y, en el Reino Unido, The Guardian.
Los críticos argumentan que la aceptación general de esa clase de material es una evidencia de una profunda y sutil cultura de desprecio y odio hacia los hombres en la sociedad occidental, afirmando que un diseño similar apuntando a un grupo distinto (como por ejemplo los negros, los judíos o las mujeres) no sería tratado con la misma tolerancia.

## Controversia y campaña
Glenn Sacks, quien inició su campaña contra las camisetas en el año 2003, afirmó que eran parte de un estado de ánimo general en la sociedad que estigmatiza y victimiza a los chicos. La empresa por su parte negó que las camisetas fueran pensadas para estimular a la violencia a través de un humor sádico y lleno de odio. Por otra parte, su diseñador afirmó que no tienen nada que ver con el movimiento de empoderamiento de las niñas.
La campaña contra la línea de camisetas recibió el apoyo de varios grupos de defensa de los derechos de los varones, como la NCFM (National Coalition of Free Men: "Coalición nacional de hombres libres"), así como también de varios grupos con agendas más amplias, como el Southern Poverty Law Center (‘centro legal para la pobreza sureña’).